# Pricerunner
Pricerunner, i marknadsföring även skrivet PriceRunner, är en svensk pris- och produktjämförelsetjänst i Sverige, Danmark, Storbritannien och Norge.

## Verksamhet
Pricerunners uppdrag är att underlätta för konsumenter att hitta och jämföra produkter, erbjudanden på marknaden samt visa olika fraktalternativ. Pricerunner tillhandahåller hundratals produkttester och guider, liksom en samling av produktomdömen. De ger möjlighet att jämföra produkter och priser från olika butiker i realtid.
Testpanelen består av produktexperter som testar samt utvärderar produkter och tjänster. På sajten finns också omkring 150 000 verifierade användaromdömen om produkter och butiker (2021). År 2018 och 2019 utsåg tidningen IDG Pricerunner till Sveriges bästa sök- och jämförelsetjänst. 
Pricerunner säljer inte några produkter, utan tjänar pengar på att skicka trafik till e-handlare och på bannerannonsering.
Pricerunner har 175 medarbetare (oktober 2021) och har kontor i Stockholm i Sverige, Oslo i Norge och Nykøbing Falster i Danmark. 

## Historik
Pricerunner grundades 1999 av Kristofer Arwin, Martin Alexandersson och Magnus Wiberg. Pricerunner etablerades som en av de första webbplatserna för jämförelseshopping i Europa.
- År 2000 expanderade Pricerunner till Danmark och Storbritannien.
- År 2004 såldes Pricerunner till Conversant (före detta ValueClick) som i sin tur sålde företaget vidare till IAC i januari 2014.
- År 2005 lanserades Pricerunner i USA.
- Sedan 2006 utser Pricerunner Årets e-handlare.[5]
- År 2008 lanserade Pricerunner den första applikationen för IOS och Android. Bolaget började migrera den tekniska plattformen till Shanghai i oktober samma år.
- År 2009 lanserade Pricerunner den första mobilanpassade webbplatsen. Plattformen stängdes ned i USA under året i samband med arbetet med migrationen av den tekniska plattformen till Shanghai.
- I mars 2016 förvärvades bolaget av ägarna bakom bolaget NS Intressenter: Nordstjernan, Karl-Johan Persson, Nicklas Storåkers och Mikael Lindahl.[6]
- I juli 2016 förvärvade Pricerunner EDB Priser. I september samma år genomfördes ett tilläggsförvärv av testverksamheten Bäst-i-Test.[7][8]
- År 2017 lanserade Pricerunner en ny design för plattformen.
- År 2018 lanserade Pricerunner en ny uppgraderad plattform i Storbritannien. De lanserade också E-handlarindex, som mäter tendenser bland e-handlare i Danmark och Sverige.[9]
- År 2019 lanserade Pricerunner sin första tjänst inom data och analys.
- År 2020 förvärvade investeringsföretaget Eequity Nordstjernans aktier i Pricerunner och därmed återfick grundaren Magnus Wiberg sitt ägarintresse.[10][11]
- År 2021 lanserade Pricerunner ett flertal uppdateringar såsom jämförelse av olika leveransalternativ och fraktavgifter.
- I september 2021 ingick Pricerunner i avtal om förvärv av norska Prisguiden. Genom förvärvet expanderade Pricerunner sin verksamhet till Norge.[12]
- I oktober 2021 förvärvade Pricerunner också Prisguiden, och expanderade därmed sin verksamhet i Norge.[13]
- I oktober 2021 belönades Pricerunner med Svenska SEO-priset som Årets raket för sin synlighet i Googles sökresultat.[14]
- År 2021 tillträdde Mikael Lindahl som VD efter Nicklas Storåkers. Klarna förvärvade Pricerunner av den tidigare ägargruppen. Förvärvet annonserades den 2 november.
- År 2022 blev avtalen med Klarna officiellt godkända av Finansinspektionen den 17 mars, varav Pricerunner blev en del av Klarna 1 april 2022.

## Pricerunner i media
År 2017 fick Pricerunner kritik av Reklamombudsmannens Opinionsnämnd för en reklamkampanj med funktionsnedsatta personer. Det var menat som ett skämt men ogillades av Reklamombudsmannens Opinionsnämnd.
Sedan första kvartalet 2018 har Pricerunner publicerat E-handlarindex. Indexet tas fram i samarbete med Kantar Sifo och baseras på en kvartalsvis mätning bland svenska e-handlare. E-handlarindex mäter hur det gått för e-handlare under det senaste kvartalet, tendensen just nu och framtidstron. 2020 slog svensk e-handel alla rekord och resultatet förväntas att öka än mer under 2021.
Inför Black Friday 2018 uppmätte Pricerunner att butiker hade smyghöjt priserna på 13 procent av de 30 000 undersökta produkterna. I snitt hade priserna höjts med 22 procent på dessa produkter. 
I juli 2019 genomförde Pricerunner en undersökning av taxfree-priserna på Arlanda. Slutsatsen var att nio av tio priser är högre på flygplatsernas taxfree trots att man hävdar att priserna är 20% lägre än butiker i staden. 
Efter en analys av 37 000 produkter i samband med Black Friday 2020 framkom att 25 procent av alla produkterna som reades ut under hösten hade prishöjts med i genomsnitt 26 procent.

## Utmärkelser
- 2010 Topp 100 - Sveriges bästa tjänster[23]
- 2011 Årets bästa prisjämförelsesajt (IDG)[24]
- 2012 Topp 100 - Sveriges bästa tjänster[25]
- 2014 Topp 100 - Sveriges bästa tjänster[26]
- 2018 Bästa sök- och jämförelsetjänsten (IDG)[27]
- 2019 Bästa sök- och jämförelsetjänsten (IDG)[3]
- 2021 Svenska SEO-priset - Årets Raket[28]